# Diaea livens
Diaea livens är en spindelart som beskrevs av Simon 1876. Diaea livens ingår i släktet Diaea och familjen krabbspindlar. Inga underarter finns listade i Catalogue of Life.